# いまさらサラダ
いまさらサラダは、和歌山放送で2016年3月28日から9月23日まで放送されていたラジオ番組。
放送時間は平日 16:35 - 16:40。AM放送の内、和歌山本局・橋本局・高野山局、及び、ワイドFM放送、radikoにて放送されていた。

## 概要
和歌山放送のアナウンサーや、同局制作の番組に出演するパーソナリティーらに、曜日ごとに設定されたテーマに沿って、様々なエピソードをインタビューする。番組タイトルは、『今更、という事も含めてインタビューする』という番組コンセプトから付けられており、これは番組のオープニングナレーションでも語られている。
番組の後半は、ゲストのリクエストと思われる楽曲が、ワンコーラス程度流れる（曲紹介はされない）。
2016年8月16日の放送において、同年秋の番組改編で終了する事が発表された。

### 曜日ごとのテーマ
- 月曜日…プロローグ（現在の仕事を始めたきっかけ等）
- 火曜日…インタレスト（最近気になったり注目していること）
- 水曜日…ストーリー（自慢話や武勇伝等）
- 木曜日…尽きる（趣味や特技について）
- 金曜日…ポイント（出演番組の聴きどころについて）

## 出演者

### インタビュアー
- 中川智美（和歌山放送アナウンサー）

週によっては、髭白卓道（和歌山放送アナウンサー）が担当する事がある（下記☆印）。

### オープニングナレーション
- 覚道沙恵子（和歌山放送アナウンサー）

### ゲスト
1. 2016年3月28日～4月1日…笠野衣美（フリーアナウンサー）
2. 2016年4月4日～4月8日☆…小林睦郎（同上）
3. 2016年4月11日～4月15日…三浦ちあき（同上）
4. 2016年4月18日～4月22日…北尾博伸（和歌山放送アナウンサー）
5. 2016年4月25日～4月29日…野久保栄美（田辺支局専属パーソナリティー）
6. 2016年5月2日～5月6日…なおき（お笑いタレント）
7. 2016年5月9日～5月13日…山本靖貴（競輪番組担当ディレクター）
8. 2016年5月16日～5月20日☆…引本孝之（気象予報士、新宮支局専属パーソナリティー）
9. 2016年5月23日～5月27日…山下博美（キヨちゃん、田辺支局専属レポーター）
10. 2016年5月30日～6月3日…小田川和彦（和歌山放送アナウンサー）
11. 2016年6月6日～6月10日☆…柳橋さやか（タレント、ミュージカル女優）
12. 2016年6月13日～6月17日☆…伊舞なおみ（ラジオパーソナリティー、舞台女優）[1]
13. 2016年6月20日～6月24日…野々村邦夫（和歌山放送アナウンサー）
14. 2016年6月27日～7月1日…Cherry（和歌山放送専属パーソナリティー兼ディレクター）
15. 2016年7月4日～7月8日…平井理弘（和歌山放送アナウンサー）
16. 2016年7月11日～7月29日…総集編[3]
17. 2016年8月1日～8月5日…赤井ゆかり（和歌山放送アナウンサー）
18. 2016年8月8日～8月12日☆…硲ひとみ（和歌山放送専属パーソナリティー）
19. 2016年8月15日～8月19日…髭白卓道
20. 2016年8月22日～8月26日…覚道沙恵子
21. 2016年8月29日～9月2日…鶴岡早苗（和歌山放送専属パーソナリティー）
22. 2016年9月5日～9月9日…桂枝曾丸（落語家）
23. 2016年9月12日～9月16日☆…寺門秀介（和歌山放送アナウンサー）
24. 2016年9月19日～9月23日☆…中川智美